# خانه امیر خسرو افشار
خانه امیر خسرو افشار مربوط به دوره پهلوی اول است و در تهران، شرق خیابان خاقانی، مقابل دانشگاه خوارزمی واقع شده و این اثر در تاریخ ۲۳ شهریور ۱۳۷۷ با شمارهٔ ثبت ۲۱۲۶ به‌عنوان یکی از آثار ملی ایران به ثبت رسیده است. این بنای تاریخی در حال حاضر در اختیار ستاد سمن های شورای اسلامی شهر تهران است.